# 仰山书院 (茌平)
仰山书院，位于山东省茌平县博平镇。是中华人民共和国山东省省级文物保护单位之一。
2013年，列入第四批山东省文物保护单位，该文物保护单位是一座古建筑。